# Gaflei

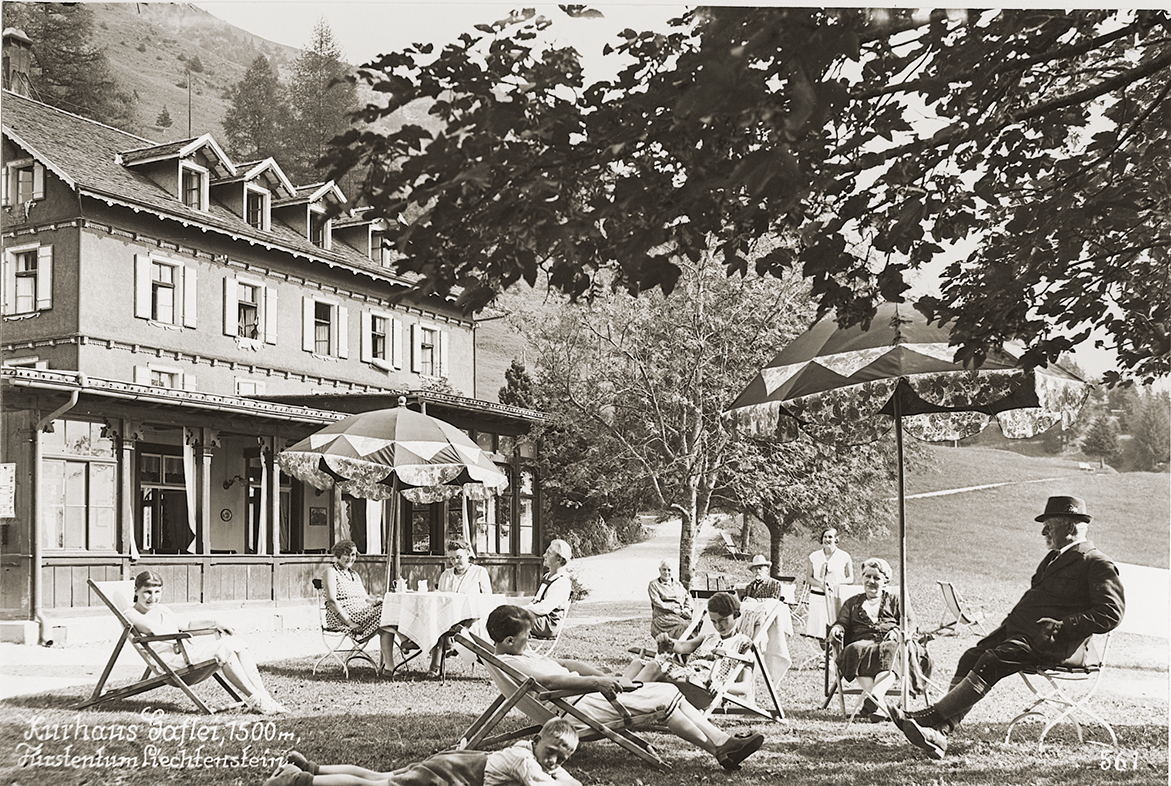
Gaflei, dawne uzdrowisko, na zdjęciu z 1930 r

Gaflei – wieś w Liechtensteinie, w gminie Triesenberg, w regionie Oberland. W Gaflei znajduje się wiele szlaków górskich jak i geometryczny środek Liechtensteinu. W XIX wieku powstało tutaj uzdrowisko, pierwsze w Liechtensteinie, a w 1976 odbył się etap Tour de Suisse.